# Chicago Cougars
I Chicago Cougars sono stati una squadra di hockey su ghiaccio della World Hockey Association con sede nella città di Chicago, nello stato dell'Illinois. Nacquero nel 1972 e si sciolsero dopo tre stagioni nel 1975. Disputarono i loro incontri casalinghi presso l'International Amphitheatre.

## Storia
I Chicago Cougars furono una della squadre fondatrici della World Hockey Association tuttavia furono costretti a giocare nel vecchio International Amphitheatre in attesa di costruire una propria arena nei sobborghi di Chicago, dove erano presenti i Black Hawks della National Hockey League.
Dopo una stagione inaugurale negativa i Cougars furono protagonisti di una sfortunata serie di playoff nel 1974: infatti l'Amphitheatre era occupato per una rappresentazione di Peter Pan e la squadra dovette trasferirsi nella Randhurst Ice Arena, struttura con soli 2.000 posti a sedere. Nonostante la vittoria contro New England il ghiaccio dell'Amphitheatre fu smantellato e la squadra dovette continuare i playoff nel piccolo stadio. Giunsero fino alla finale dell'Avco World Trophy dove furono sconfitti da Houston, tuttavia l'incidente danneggiò la reputazione della squadra e l'affluenza dei tifosi.
Al termine della stagione i proprietari incapaci di ottenere un terreno per lo stadio nuovo vendettero la squadra a tre giocatori, Ralph Backstrom, Dave Dryden e Pat Stapleton. I Cougars disputarono la stagione 1974-75 ma mancarono l'accesso i playoff. Senza aver trovato investitori la squadra si sciolse al termine dell'anno e molti fra i giocatori furono ingaggiati dai Denver Spurs.
Solo nel 1978 la città di Rosemont iniziò i lavori per la costruzione del nuovo palazzetto desiderato dai proprietari dei Cougars, il Rosemont Horizon che fu inaugurato nel 1980.

## Record stagione per stagione
| Chicago Cougars |         |    |    |    |   |    |     |     |    | |
| 1972-73         | Western | 78 | 26 | 50 | 2 | 54 | 245 | 295 | 6° | |
| 1973-74         | Eastern | 78 | 38 | 35 | 5 | 81 | 271 | 273 | 4° | vince 1º turno (New England) 4-3 vince semifinali (Toronto) 4-3 perde Avco World Trophy (Houston) 0-4 |
| 1974-75         | Eastern | 78 | 30 | 47 | 1 | 61 | 261 | 312 | 3° | |

## Record della franchigia

### Singola stagione
Gol: 42  Gary MacGregor (1974-75)
Assist: 52  Pat Stapleton (1973-74)
Punti: 83  Ralph Backstrom (1973-74)
Minuti di penalità: 157  Larry Mavety (1973-74)

### Carriera
Gol: 89  Rosaire Paiement
Assist: 127  Rosaire Paiement
Punti: 216  Rosaire Paiement
Minuti di penalità: 356  Larry Mavety
Partite giocate: 234  Rosaire Paiement

## Palmarès

### Premi individuali
- Dennis A. Murphy Trophy: 1

Pat Stapleton: 1973-1974
- Paul Deneau Trophy: 1

Ralph Backstrom: 1973-1974